# Franciszek Ksawery Jędrzej Daniszewski

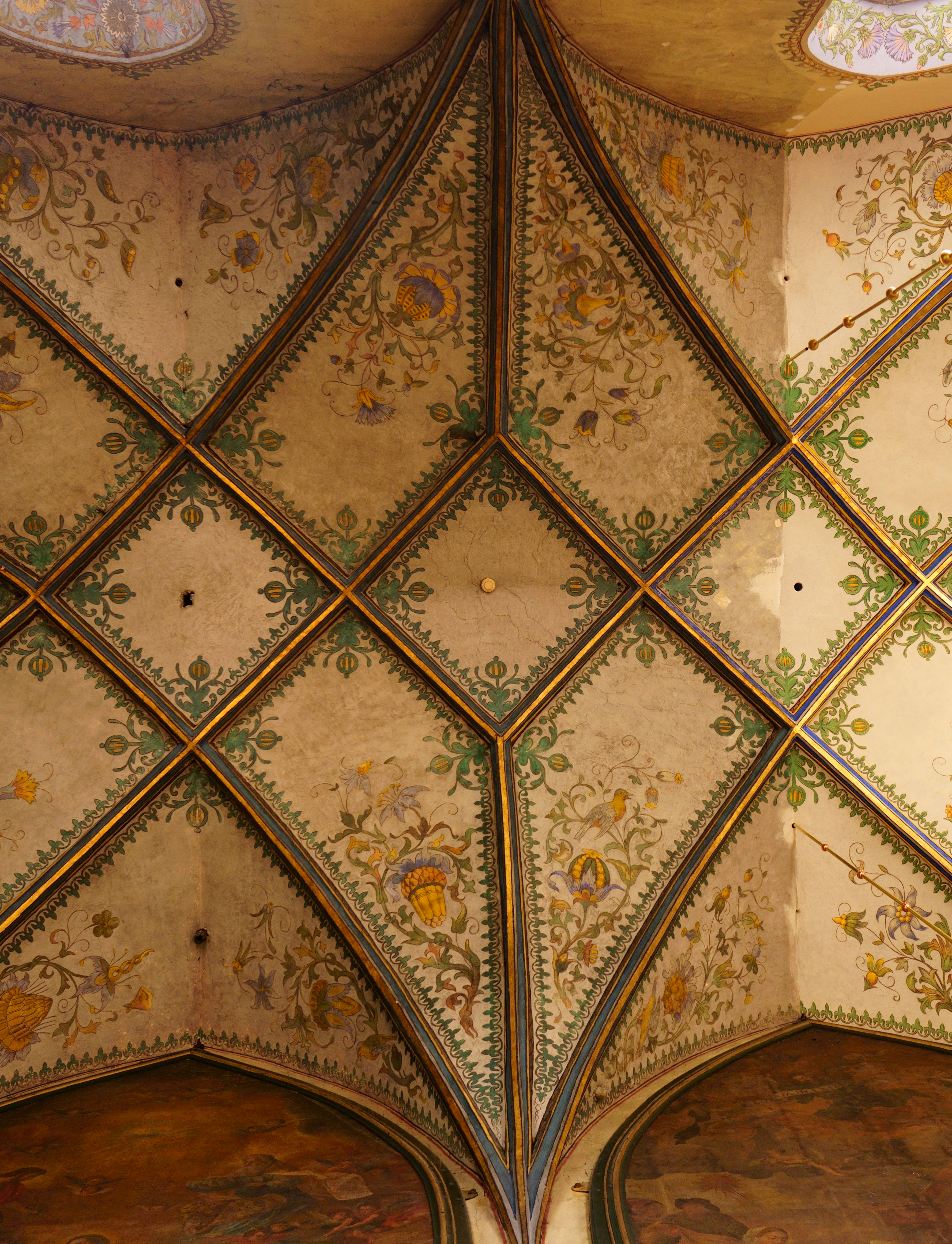
Ornamentalna polichromia w prezbiterium bazyliki w Krośnie, dzieło F. Daniszewskiego z 1899

Franciszek Ksawery Jędrzej Daniszewski (ur. 1858 w Niemstowie, zm. 1922) – polski malarz i rysownik, nauczyciel.
W roku 1881 zapisał się do krakowskiej Szkoły Sztuk Pięknych, ucząc się tam do roku 1884, a następnie kontynuując naukę w Wiedniu, najpierw w  tamtejszej Akademii Sztuk Pięknych (jego nauczycielami byli Michael Rieser oraz Christian Griepenkerl), a później w szkole przemysłu artystycznego. W 1889 osiadł w Krośnie i mieszkał tam do końca życia, ucząc w Krajowej Szkole Tkackiej, wykonując szereg prac artystycznych w tym mieście, ponadto organizując życie artystyczne Krosna, m.in. współzakładając i kierując krośnieńskim ugrupowaniem artystów Sztuka.  
Brał udział w wystawach Towarzystwa Przyjaciół Sztuk Pięknych w Krakowie oraz w Pierwszej Wielkiej Wystawie Sztuki Polskiej w Krakowie (1887), ponadto publikował swoje prace w czasopiśmie Ognisko domowe. 
Prace Daniszewskiego znajdują się m.in. w Muzeum Narodowym w Warszawie (portret Józefa Ignacego Kraszewskiego, 1887), krośnieńskim Muzeum Podkarpackim, Muzeum Uniwersytetu Jagiellońskiego, Lwowskiej Galeria Sztuki i we wrocławskiej bibliotece Zakładu Narodowego im. Ossolińskich. 
Otrzymał medal Ministerium Handlu. 